# Уокер, Трэвис
Трэвис Уокер (Трэвис Уолкер, англ. Travis Walker; 22 июня 1979, Таллахасси, Флорида, США) — американский профессиональный боксёр, выступавший в тяжёлой весовой категории.

## Профессиональная карьера
Трэвис Уокер дебютировал на профессиональном ринге в июле 2004 года. Первые четырнадцать поединков Уолкер победил, преимущественно нокаутом в ранних раунда. 7 апреля 2005 года, Трэвис по очкам победил соотечественника, Карла Дэвиса. В сентябре 2005 года, Уолкер свёл вничью бой с Джейсоном Гаверном (8-1). В ноябре 2006 года, решением большинства судей, выиграл у непобеждённого проспекта, Джейсона Эстрады (7-0). Следующий бой провёл в апреле 2007 года, в котором раздельным решением судей, победил ещё одного непобеждённого боксёра, Джорджа Гарсию (13-0), в бою за вакантный титул чемпиона Америки по версии IBA.

### Уокер против Тиджея Уилсона
19 октября 2007 года, имея за плечами 25 побед на профессиональном ринге, и не имея не единого поражения, вышел на ринг против менее опытного, но более взрослого соотечественника Тиджея Уилсона. Бой начался взрывной атакой Уилсона, который загнал в угол Уолкера, и начал избивать. Уолкер пропустил множество мощных ударов, и рефери вмешался, и прекратил поединок. Бой продлился всего 15 секунд. Трэвис посчитал что рефери преждевременно остановил бой. Был назначен матч реванш. Повторный поединок состоялся 29 февраля 2008 года. Бой начался так же активно, с яркого размена ударов, но больше со стороны Уолкера. Во втором раунде Трэвис начал избивать Тиджея, и отправил в нокдаун, от падения спасли канаты. Но рефери глядя одностороннее доминирование, прекратил бой. Уолкер уверенно взял реванш.

### Уокер против Криса Арреолы
После закрытия единого поражения, 29 ноября 2009 года, вышел на бой за звание обязательного претендента по версии IBF, с непобеждённым американцем Крисом Арреолой (29-0). Бой начался с преимуществом Уолкера. он был уверенней в 1-м раунде, а во втором сумел отправить Арреолу в нокдаун. Но вторая половина раунде пришлась за Крисом, и в конце второго раунде уже Арреола отправил дважды в нокдаун Трэвиса Уолкера. В начале 3-го раунда, Арреола мощной серией ударов нокаутировал Уолкера.

### 2009—2012
В 2009 году Уокер нокаутировал трёх рейтинговых боксёров, а затем в июле 2009 года проиграл нокаутом в 1-м раунде Мануэлю Кесаде. затем снова победил 3 боксёров. 2010 года для Трэвиса Уолкера был неудачным. он провёл в нём 3 поединка, и все проиграл. В марте, Джонатону Бэнксу, в июне, австралийцу, Алексу Леапаи, а в ноябре, Руслану Чагаеву. В феврале 2011 года, Трэвис победил по очкам известного джорнимена Дарнелла Уилсона, затем выиграл титул США NABA, в бою с Алонзо Батлером (28-1-1). выиграл ещё 2 рейтинговых поединка, и в октябре 2011 года уступил по очкам за вакантный интернациональный титул чемпиона по версии IBF, болгарину Кубрату Пулеву. Но после поражения, Уолкер всё же не сказал своё последнее слово в профессиональном боксе, и в марте 2012 года, нокаутировал в 6-м раунде, известного австралийского боксёра Кали Миена.

### Череда поражений
Изначально IBF Объявило о турнире среди четырёх боксёров которые занимали самые высокие позиции в рейтинге. 1-я и 2-я строчка были вакантными после травмы Эдди Чемберса, и поражения Тони Томпсона. 3-й в рейтинге был Кубрат Пулев, который должен был выйти с 5-м номером, Одланьером Солисом, за 1-ю строчку, и 4-й в рейтинге Томаш Адамек должен был выйти с 6-м в рейтинге Александром Устиновым за 2-ю строчку. Адамек с Устиновым не пришли к договорённости, и Адамек выбрал себе в соперники американца Трэвиса Уолкера, который занимал 13-ю строчку в рейтинге IBF, за 2-ю строчку рейтинга. У Одланьера Солиса возникли временные задержки, и он оказался не удел, и не смог участвовать в турнире. А Кубрат Пулев договорился о бое с Александром Устиновым за первую строчку рейтинга.
Бой начался с активной разведки со стороны обоих боксёров. В самом начале второго раунда, Уолкер правым кроссом отправил Адамека в нокдаун. Поляк встал, и принял оборону, и к середине раунда выровнял бой. В конце второго раунда уже Адамек отправил Уолкера в нокдаун. Американец встал, но до гонга поляк избивал Уолкера в углу ринга. Третий раунд прошёл так же с преимуществом Адамека. Четвёртый раунд прошёл в более равной борьбе. В середине пятого раунда Томаш начал избивать Уолкера, загнал его в угол и ещё уверенней начал наносить удары. Рефери вмешался и прекратил поединок. Уолкер с решением не спорил.
23 февраля 2013 года Уокер выступил в британском международном турнире Prizefighter. В первом же бою проиграл раздельным решением американцу, Деррику Росси.
4 мая 2013 года проиграл по очкам единогласным решением в десятираундовом бою, кубинцу, Майку Пересу.

## Результаты боёв
В таблице перечислены результаты всех поединков боксёров.
В каждой строке указан результат поединка. Дополнительно номер поединка обозначен цветом, который обозначает итог поединка. Расшифровка обозначений и цветов представлена в нижеследующей таблице.
| Пример | Расшифровка                     |
| ------ | ------------------------------- |
|        | Победа                          |
|        | Ничья                           |
|        | Поражение                       |
|        | Планируемый поединок            |
|        | Поединок признан несостоявшимся |
| КО     | Нокаут                          |
| ТКО    | Технический нокаут              |
| PTS    | Решение судей (по очкам)        |
| UD     | Единогласное решение судей      |
| MD     | Решение большинства судей       |
| SD     | Раздельное решение судей        |
| RTD    | Отказ от продолжения боя        |
| DQ     | Дисквалификация                 |
| NC     | Поединок признан несостоявшимся |

| Бой | Рекорд      | Дата            | Соперник                  | Место боя                                                 | Раундов   | Дополнительно |
| --- | ----------- | --------------- | ------------------------- | --------------------------------------------------------- | --------- | --- |
| 54  | 39(31)-14-1 | 11 июля 2015    | Александр Устинов (30-1)  | Velodrome, Манчестер, Великобритания                      | TKO2 (10) | |
| 53  | 39(31)-13-1 | 12 декабря 2014 | Мариуш Вах (28-1)         | MOSiR Hall, Радом, Польша                                 | TKO6 (10) | |
| 52  | 39(31)-12-1 | 27 июня 2014    | Джеральд Вашингтон (12-0) | Hard Rock Hotel and Casino, Лас-Вегас, США                | TKO2 (8)  | |
| 51  | 39(31)-11-1 | 25 июля 2013    | Лукас Браун (16-0)        | The Melbourne Pavilion, Флемингтон, Австралия             | RTD7 (10) | Браун в нокдауне в первом раунде, Уокер в 3, 5, 6.                                                                                                 |
| 50  | 39(31)-10-1 | 4 мая 2013      | Майк Перес (18-0)         | САП-Арена, Мангейм, Германия                              | UD (10)   | |
| 49  | 39(31)-9-1  | 30 декабря 2013 | Деррик Росси (26-5)       | Йорк Холл, Лондон, Великобритания                         | SD (3)    | Турнир Prizefighter, четвертьфинал. |
| 48  | 39(31)-8-1  | 8 сентября 2012 | Томаш Адамек (46-2)       | Пруденшал-центр, Ньюарк, Нью-Джерси, США                  | TKO5 (12) | Турнир за звание обязательного претендента по версии IBF, 1-й тур. Североамериканский титул по версии IBF в супертяжёлом весе, 1-я защита Адамека. |
| 47  | 39(31)-7-1  | 7 марта 2012    | Кали Миен (38-4)          | Derwent Entertainment Centre, Hobart, Tasmania, Австралия | TKO6 (12) | Бой за титул пан-пасифик IBF в супертяжёлом весе, 1-я защита Миена.                                                                                |
| 46  | 38(30)-7-1  | 22 октября 2011 | Кубрат Пулев (13-0)       | Arena, Ludwigsburg, Baden-Württemberg, Германия           | UD (12)   | Бой за вакантный интернациональный титул IBF в супертяжёлом весе.                                                                                  |
| Бой | Рекорд      | Дата            | Соперник                  | Место боя                                                 | Раундов   | Дополнительно |